# Poundmaker
Poundmaker o Pitikwahanapiwiyin (Batterfield, Saskatchewan, 1842 - Stony Mountain, Manitoba, 1886) fou el gran cap dels cree. Fill del cap stoney assiniboine) Sikakwayan i una dona métis, destacà per la seva capacitat d'oratòria. El 1873 fou adoptat pel cap blackfoot Crowfoot, i el 1876 fou cap del grup que va signar el Tractat de Fort Carlton, pel qual el 1879 van acceptar les reserves. Però el 1881 es va desenganyar les promeses del govern, i amb Big Bear i Piapot (1816-1908), cap dels Consell de Duck Lake, que li havien donat suport, decidiren no rendir-se i lluitaren contra els assentaments blancs a Saskatchewan, tot enfrontant-se a la policia muntada. L'abril del 1885 Poundmaker atacà Batterfield amb 200 guerrers, i durant el mes de maig Cut Knife Creek i Frenchman's Bute, i el juny Loon Lake, però fou capturat i morí a la presó de Stony Mountain (Manitoba).